# Popoli germanici occidentali

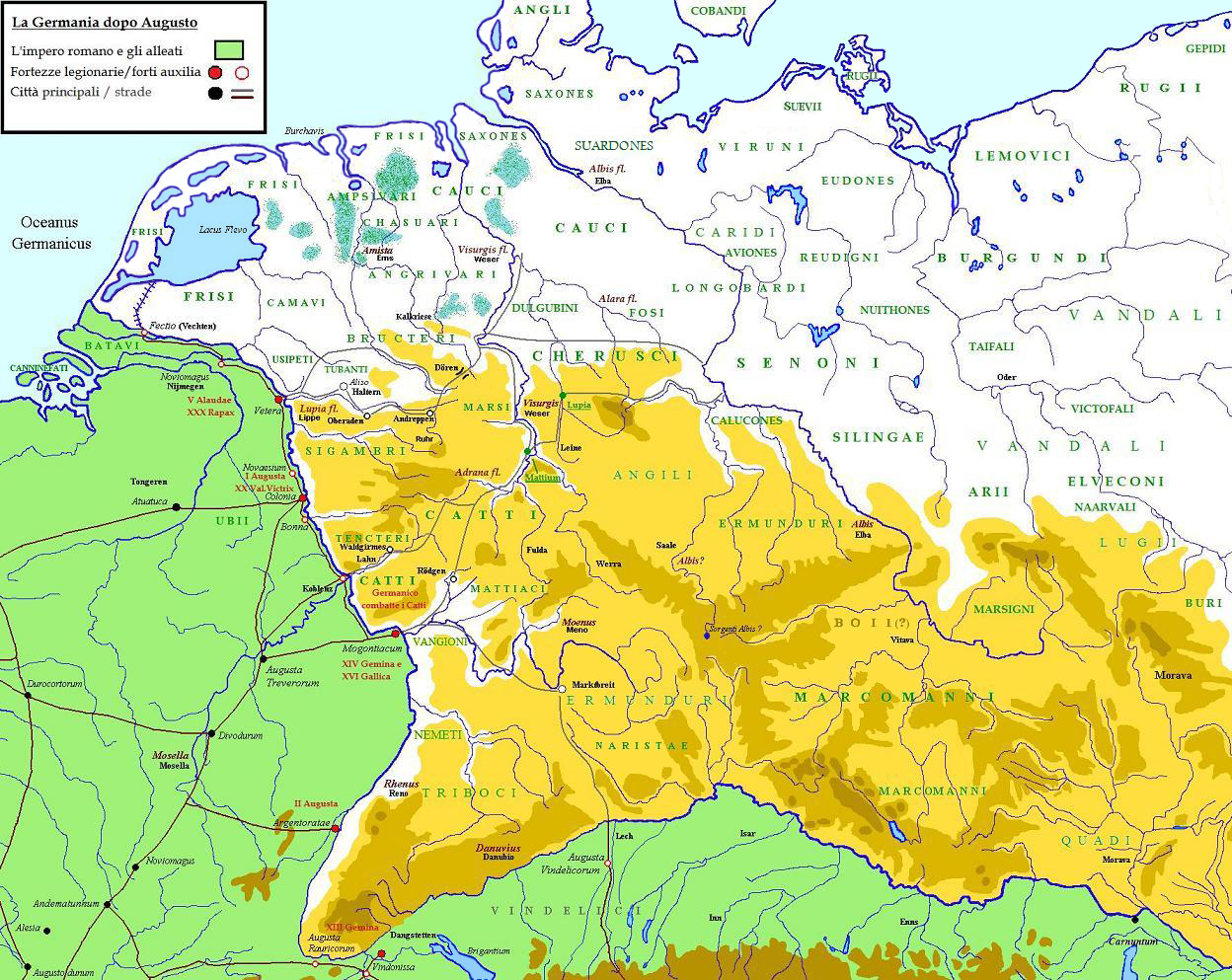
Le popolazioni della Germania Magna dopo Augusto

Nella Germania Tacito ripartisce i popoli germanici occidentali in tre gruppi: Ingaevones, Istaevones e Herminones. Tale tripartizione è stata accolta anche dalla storiografia moderna, che li identifica rispettivamente con le tribù del Mare del Nord, del bacino del Reno-Weser e di quello dell'Elba.
Lo storico romano, come già Cesare prima di lui, si occupa esclusivamente dei "Germani occidentali", che sono dunque i primi a essere descritti dettagliatamente dalla storiografia. Tacito testimonia che inizialmente questi Germani non erano interessati ai territori romani, ma fu solo tra il II e il IV secolo che, spinti dalle tribù di nomadi delle steppe che, superiori militarmente, ne occupavano i pascoli, essi iniziarono a premere verso sud.

## GliIngaevones
Gli Ingaevones all'epoca di Tacito erano le tribù stanziate lungo le coste del Mare del Nord e le piccole isole adiacenti; tra queste, i Frisi (presso la foce del Reno), gli Angli (nell'odierno Schleswig-Holstein, poi migrati in massa in Gran Bretagna nel V secolo), i Sassoni (anch'essi originari dello Schleswig-Holstein, poi espansisi verso sud e verso ovest fino a raggiungere il Reno e a entrare in conflitto con altre tribù germaniche) e gli Juti (tradizionalmente collocati nello Jutland, poi migrati anch'essi in Gran Bretagna).

## GliIstaevones
Gli Istaevones si trovavano, nel I secolo-II secolo nell'area dei bacini dei fiumi Reno e Weser. Tra le varie tribù che facevano parte di questo gruppo spiccano i Batavi, gli Ubi, i Treveri, i Catti e i Franchi, che presto si evolsero da singola tribù a confederazione includente anche apporti di diversa origine.

## GliHerminones
Gli Herminones (spesso indicati anche con il nome generico di Suebi, impiegato tuttavia in modo incoerente dalle fonti classiche) occupavano, sempre intorno al I secolo, la regione compresa tra il basso corso dell'Elba e il Mar Baltico, chiamata allora Golfo di Codano. Tra le tribù che ne facevano parte, oltre agli stessi Suebi, si contavano i Marcomanni, i Quadi, i Longobardi e i Semnoni; questi ultimi avrebbero costituito il nucleo della confederazione degli Alemanni.

### Fonti primarie
- Cesare, De bello Gallico.
- Cornelio Tacito, Germania.

### Fonti secondarie
- Francisco Villar, Gli Indoeuropei e le origini dell'Europa, Bologna, Il Mulino, 1997, ISBN 88-15-05708-0.